# Finnische Badmintonmeisterschaft 1955
Die Finnische Badmintonmeisterschaft 1955 fand am 20. und 21. Februar 1955 in der Brobergska Samskolan in Helsinki statt. Es war die erste Austragung der nationalen Titelkämpfe von Finnland im Badminton.

## Titelträger
| Disziplin    | Sieger                   |
| ------------ | ------------------------ |
| Herreneinzel | Lars Palmén              |
| Dameneinzel  | Inger Gerkman            |
| Herrendoppel | Lars Palmén Harry Troupp |
| Damendoppel  | nicht ausgetragen        |
| Mixed        | nicht ausgetragen        |